# Margherita Bagni
Pour les articles homonymes, voir Bagni et Bagna.
Margherita Bagni de son vrai nom Margherita Maria Bagna, née à Turin le 21 février 1902 et morte à Rome le 2 juillet 1960 est  une actrice italienne et une doubleuse de voix. Elle est apparue dans 37 films entre 1918 et 1959. 

## Biographie
Margherita Bagni est la fille d'acteurs. Elle entre à un très jeune âge la compagnie de théâtre d' Ermete Zacconi.  Après avoir épousé Renzo Ricci, en 1925, elle forme avec lui la société Ricci-Bagni.  Elle fait ses débuts au cinéma en 1918 à l'âge de 15 ans, dans « Gli Spettri » de  Caldiera, mais sa véritable carrière cinématographique commence au milieu des années 1930.  Dans le cinéma, elle est principalement une actrice de genre, active aussi en tant qu'actrice de voix. Elle apparaît également dans plusieurs séries télévisées de succès. 
Sa fille Nora, aussi actrice est la première épouse de Vittorio Gassman.